# 乾皮症
皮膚科学の用語で乾皮症（かんぴしょう）とは、皮膚が乾燥しガサガサのフケ状のものが付着した状態になる皮膚疾患。一般に乾燥肌と呼ぶ。子供と高齢者に多い。敏感肌の一種。

## 子供
アンドロゲン（男性ホルモンの一種で、女性にもある）により皮脂腺が活発になり、皮膚の乾燥を防止する皮脂の分泌が促進される。しかし、子供はアンドロゲンの分泌が少なく皮脂が少ないため乾燥しやすくなり、乾皮症となる。体全体が一様に乾燥するが、頭部・顔は比較的皮脂腺自体が多いため乾燥しにくい。季節変化は比較的少ない。乾燥により痒みを誘発し、湿疹を併発しやすくなる。それが極度であれば、体質・遺伝的影響も考えられアトピー性皮膚炎を併発することがある。

## 高齢者
高齢になるとアンドロゲンの分泌が減るため皮脂腺の機能も低下し乾燥しやすくなる。特に、下腿伸側・背中はお風呂の時に強くこすったりして皮脂が抜けやすいため、乾燥しやすい。このように高齢者の場合は一様な乾燥にはならないのが特徴である。また、季節変化も大きく冬のみ悪化する場合のことが多い。乾燥が極度であれば湿疹を併発し、皮脂欠乏性湿疹を誘発することがある。また褥瘡を悪化させる原因ともなる。

## 主婦湿疹
主婦は、食器を洗うなどで用いる洗剤＝界面活性剤により、手の皮脂を失う機会が多い。そのため、手の皮脂欠乏性皮膚炎を「主婦湿疹」と呼ぶことがある。診断／治療は小児／高齢者と変わらない。

## 治療
外用剤として保湿剤が使われる。白色ワセリンやプラスチベースが用いられることが多い。その他、補助的に痒みが強い時などにオイラックスやステロイド外用薬などの止痒剤や、クラリチンやアレグラなどの抗アレルギー薬の内服を行うこともある。
池野宏は、アトピー性以外の乾燥肌で炎症があれば非ステロイド系抗炎症薬やタクロリムスを使用し炎症を抑え、ステロイド外用薬を避けビタミンC誘導体のアスコルビン酸リン酸ナトリウムや、テトラヘキシルデカン酸アスコルビル (VC-IP) を使用してきた。
乾燥が原因であるが、水分を多くとっても軽快しない。お風呂で過度の石鹸やナイロンタオルを使用すると、悪化することがある。加湿器・観葉植物・水槽などで部屋内の湿度を上げると改善することがある。